# Oedudes alayoi
Oedudes alayoi är en skalbaggsart som först beskrevs av Fernando de Zayas 1956.  Oedudes alayoi ingår i släktet Oedudes och familjen långhorningar.
Artens utbredningsområde är Kuba. Inga underarter finns listade i Catalogue of Life.